# توپ طلای ۱۹۹۵
توپ طلای ۱۹۹۵ (فرانسوی: 1995 Ballon d'Or‎) ۴۰مین رویداد سالیانهٔ توپ طلا بود که از سوی مجلهٔ فرانس فوتبال به بهترین بازیکن فوتبال در سال ۱۹۹۵ اعطا گردید که در این سال، ژرژ وه‌آ برندهٔ توپ طلا شد.

## رتبه‌بندی
| ردیف | نام               | باشگاه                                              | ملیت                             | امتیاز |
| ---- | ----------------- | --------------------------------------------------- | -------------------------------- | ------ |
| ۱    | ژرژ وه‌آ           | باشگاه فوتبال پاری سن ژرمن باشگاه فوتبال آ.ث. میلان | لیبریا                           | ۱۴۴    |
| ۲    | یورگن کلینزمن     | باشگاه فوتبال بایرن مونیخ                           | آلمان                            | ۱۰۸    |
| ۳    | یاری لیتمانن      | باشگاه فوتبال آژاکس آمستردام                        | فنلاند                           | ۶۷     |
| ۴    | آلساندرو دل‌پیرو   | باشگاه فوتبال یوونتوس                               | ایتالیا                          | ۵۷     |
| ۵    | پاتریک کلایورت    | باشگاه فوتبال آژاکس آمستردام                        | هلند                             | ۴۷     |
| ۶    | جان‌فرانکو زولا    | باشگاه فوتبال پارما                                 | ایتالیا                          | ۴۱     |
| ۷    | پائولو مالدینی    | باشگاه فوتبال آ.ث. میلان                            | ایتالیا                          | ۳۶     |
| ۸    | مارک اورمارس      | باشگاه فوتبال آژاکس آمستردام                        | هلند                             | ۳۳     |
| ۹    | ماتیاس سامر       | باشگاه فوتبال بروسیا دورتموند                       | آلمان                            | ۱۸     |
| ۱۰   | میکل لادروپ       | باشگاه فوتبال رئال مادرید                           | دانمارک                          | ۱۷     |
| ۱۱   | مارسل دسایی       | باشگاه فوتبال آ.ث. میلان                            | فرانسه                           | ۱۶     |
| ۱۲   | فرانک ریکارد      | باشگاه فوتبال آژاکس آمستردام                        | هلند                             | ۱۵     |
| ۱۲   | فابریتسیو راوانلی | باشگاه فوتبال یوونتوس                               | ایتالیا                          | ۱۵     |
| ۱۴   | پائولو سوزا       | باشگاه فوتبال یوونتوس                               | پرتغال                           | ۱۴     |
| ۱۴   | هریستو استویچکوف  | باشگاه فوتبال پارما                                 | بلغارستان                        | ۱۴     |
| ۱۶   | دژان ساویسویچ     | باشگاه فوتبال آ.ث. میلان                            | جمهوری فدرال سوسیالیستی یوگسلاوی | ۱۲     |
| ۱۷   | داور شوکر         | باشگاه فوتبال سویا                                  | کرواسی                           | ۱۰     |
| ۱۸   | فرناندو ئیه‌رو     | باشگاه فوتبال رئال مادرید                           | اسپانیا                          | ۹      |
| ۱۹   | جانلوکا ویالی     | باشگاه فوتبال یوونتوس                               | ایتالیا                          | ۸      |
| ۲۰   | گابریل باتیستوتا  | باشگاه فوتبال فیورنتینا                             | آرژانتین                         | ۷      |
| ۲۱   | فرانکو بارزی      | باشگاه فوتبال آ.ث. میلان                            | ایتالیا                          | ۶      |
| ۲۱   | فینیدی جرج        | باشگاه فوتبال آژاکس آمستردام                        | نیجریه                           | ۶      |
| ۲۳   | روبرتو باجو       | باشگاه فوتبال یوونتوس                               | ایتالیا                          | ۵      |
| ۲۳   | تونی یبوآه        | باشگاه فوتبال لیدز یونایتد                          | غنا                              | ۵      |
| ۲۳   | زوونیمیر بوبان    | باشگاه فوتبال آ.ث. میلان                            | کرواسی                           | ۵      |
| ۲۶   | رونالدو           | باشگاه فوتبال پی‌اس‌وی آیندهوون                       | برزیل                            | ۴      |
| ۲۷   | خوان اسنایدر      | باشگاه فوتبال رئال مادرید                           | آرژانتین                         | ۳      |
| ۲۷   | ایوان زامورانو    | باشگاه فوتبال رئال مادرید                           | شیلی                             | ۳      |
| ۲۷   | اندریاس مولر      | باشگاه فوتبال بروسیا دورتموند                       | آلمان                            | ۳      |
| ۳۰   | ویتور بایا        | باشگاه فوتبال پورتو                                 | پرتغال                           | ۲      |
| ۳۰   | ببتو              | باشگاه فوتبال دپورتیوو لاکرونیا                     | برزیل                            | ۲      |
| ۳۲   | آلن شیرر          | باشگاه فوتبال بلکبرن روورز                          | انگلستان                         | ۱      |
| ۳۲   | لوئیس فیگو        | باشگاه فوتبال بارسلونا                              | پرتغال                           | ۱      |
| ۳۲   | ایان رایت         | باشگاه فوتبال آرسنال                                | انگلستان                         | ۱      |

Additionally, 16 players were nominated but received no votes: دنیل آموکاچی، دینو باجو، ابل بالبو، ماریو باسلر، جولیو سزار دا سیلوا، دیدیه دشان، دوناتو گاما دا سیلوا، اشتفان افنبرگ، ونسان گرا، کریستین کارمبو، برنارد لاما،  Japhet N'Doram, جی-جی اوکوچا، فرناندو ردوندو، پیتر اشمایکل and کلارنس سیدورف.